# Возовик Олексій
Олексій Возовик — (1875 — не раніше 1916) — український політик, селянин, депутат Державної думи I скликання від Катеринославщини.

## Біографія
Українець, православний. Громадянин села Миколаївка Маріупольського повіту, що на Катеринославщині. Закінчив трьох-класне земське училище. Шість років займався хліборобством, володів 5 дес. землі. Потім пішов у сільські писарі, служив волосним писарем. Гласний Маріупольського земського зібрання, попечитель Миколаївської земської школи.
14 квітня 1906 року обраний до Державної думи I скликання від загального складу виборників виборчих зборів Катеринославщини. Входив в Трудову групу. Член Фінансової комісії. Підписав законопроєкт «33-х» з аграрного питання. Виступав в Думі 2 травня 1906 з приводу прийняття відповідної адреси. .
10 липня 1906 року у Виборзі підписав «Виборзьку відозву».
Після повернення додому сам Возовик жалівся:
|  | Поліція не дає мені можливості куди б то не було відлучитися зі свого села і, якщо доводилося іноді порушувати цю заборону, то адміністрація загрожувала мені кожен раз в'язницею або засланням. |

За підписання «Виборзької відозви» засуджений до 3 місяців в'язниці і позбавлений права бути обраним.
Подальша доля і дата смерті невідомі.